# Greater Toronto Area

Greater Toronto Area, GTA - obszar metropolitalny w Kanadzie obejmuje Toronto i sąsiadujące z nim region Peel, region Halton, region York i region Durham.